# Ormosia microstyla
Ormosia microstyla là một loài ruồi trong họ Limoniidae. Chúng phân bố ở miền Cổ bắc.